# 伊藤沙莉のsaireek channel
「伊藤沙莉のsaireekchannel」（いとうさいりのサイリークチャンネル） は、2018年9月1日よりAuDee（開始当初はJFN PARK）で配信されているインターネットラジオ番組。隔週土曜朝10時に配信を行っている。過去には、JFN加盟の各局で放送中の『ON THE PLANET』の中でも放送されていた。

## 概要
俳優・伊藤沙莉がパーソナリティを務める番組。番組ハッシュタグや略称は「#サイチャン」。
2020年7月19日に番組コーナー「道場シリーズ」を厳選し、エフエム東京で、TOKYO FMサンデースペシャル『伊藤沙莉のsaireekchannel～サイチャン総集編』として放送した第58回（2020年4月18日）、第62回（2020年6月13日）の配信で番組ジングルとなるオリジナルソングを制作し、現在、番組内で使用されている。第84回（2021年4月17日）、伊藤がオススメする曲のプレリストを作成する企画を配信し、紹介した楽曲はSpotifyにプレイリストとしてアップした。ゲストには伊藤が出演したドラマや映画の共演者、家族などを中心に出演している。2021年11月27日の配信で100回を迎えた。2022年1月6日、TOKYO FM『山崎怜奈の誰かに話したかったこと。』のAuDeeにて配信されているオフトーク「#あのラジオがすごい」の中で紹介された。

## 番組コーナー

### 現在のコーナー
道場シリーズ
毎回、声優や業界用語などテーマに関する挑戦をするコーナー。
電凸コーナー
伊藤に相談したいこと、報告したいことなどを電話番号と共に募集し、実際に伊藤がリスナーに電話して話を訊くコーナー。
このほか、リスナーのメッセージ紹介や特別コーナーを行うこともある。

### 過去のコーナー
伊藤沙莉のこれだけ見て!
観た映画や自身の出演作について語るコーナー。
全リプ祭り!!
「#サイチャンリプ祭り」のハッシュタグで質問を募集し、それにこたえていくコーナー。
伊藤沙莉の音楽クリニック
リスナーの悩みに合う音楽を選曲するコーナー。

## ゲスト
配信日はAuDee配信版に準拠。
| 2018年                                | 2018年 |
| 配信回数（配信日）                    | ゲスト |
| ------------------------------------- | ------ |
| 第5回（9月29日） - 第7回（10月13日）  | 堺小春 |
| 第8回（10月20日） - 第10回（11月3日） | 稲葉友 |

| 2019年                                  | 2019年                                 |
| 配信回数（配信日）                      | ゲスト                                 |
| --------------------------------------- | -------------------------------------- |
| 第19回（1月5日） - 第20回（1月12日）    | 伊藤俊介（オズワルド）                 |
| 第27回（3月2日） - 第30回（3月23日）    | 堺小春                                 |
| 第34回（5月20日） - 第35回（6月1日）    | 稲葉友                                 |
| 第40回（8月10日） - 第41回（8月24日）   | 岩崎拓馬                               |
| 第47回（11月9日）                       | 山田佳奈（映画『タイトル、拒絶』監督） |
| 第49回（12月14日） - 第50回（12月28日） | オズワルド                             |

| 2020年                                  | 2020年                                   |
| 配信回数（配信日）                      | ゲスト                                   |
| --------------------------------------- | ---------------------------------------- |
| 第50回（1月11日）第51回（1月25日）      | 堺小春                                   |
| 第57回（4月4日） - 第58回（4月18日）    | 岡澤愛子（ヘアメイクアップアーティスト） |
| 第69回（9月19日） - 第70回（10月3日）   | 木村達成                                 |
| 第73回（11月14日） - 第74回（11月28日） | 武正晴（映画『ホテルローヤル』監督）     |
| 第75回（12月12日）、第76回（12月26日）  | 佐久間由衣                               |

| 2021年                                   | 2021年                                               |
| 配信回数（配信日）                       | ゲスト                                               |
| ---------------------------------------- | ---------------------------------------------------- |
| 第77回（1月9日）、第78回（1月23日）      | 堺千春                                               |
| 第79回（2月6日）                         | 伊藤しおり（伊藤の実姉）、おませちゃんブラザーズ矢崎 |
| 第80回（2月20日）                        | 伊藤しおり（伊藤の実姉）                             |
| 第87回（5月29日）、第88回（6月12日）     | 千葉雄大                                             |
| 第89回（6月26日）、第90回（7月10日）     | 村川絵梨、木村達成                                   |
| 第101回（12月11日）、第102回（12月25日） | 燃え殻                                               |

| 2022年                                | 2022年   |
| 配信回数（配信日）                    | ゲスト   |
| ------------------------------------- | -------- |
| 第103回（1月8日）、第104回（1月22日） | 堺小春   |
| 第117回（7月23日）                    | 須賀健太 |

| 2023年             | 2023年 |
| 配信回数（配信日） | ゲスト |
| ------------------ | ------ |
| 第129回（1月7日）  | 堺小春 |

## 著名なリスナー
- 声優の橋本ちなみが自身のラジオ番組でリスナーであることを語っている[31]。